# 아메노오시호미미
아메노오시호미미(일본어: 天忍穗耳尊 アメノオシホミミ[*])는 일본 신화에 등장하는 신이다. 본명은 마사카쓰아카쓰카치하야히아메노오시호미미이다.

## 신화 속 내용
고사기에서는 아마테라스와 스사노오의 서약 때 스사노오가 아마테라스의 곡옥을 넘겨받아 태어난 5황자의 장남(일본 서기에서는 차남)으로, 아마테라스의 자식이다. 타카미무스비의 딸인 요로즈하타토요아키쓰시히메 사이에 니니기를 낳았다.
아시하라노나카쓰쿠니헤이테이 때 하늘에서 내려와서 나카쓰쿠니를 다스리도록 아마테라스에게 명령을 받지만 아래 세계는 위험하다고 보고 도중에 되돌아간다. 타케미카즈치 일행에 의해 오쿠니누시에게 넘겨받아, 다시 오시호미미에 강림의 명이 떨어졌지만 오시호미미는 그 사이에 태어난 아들 니니기에게 가라고 진언하여 니니기가 내려가게 되었다(천손강림).
이름의 '마사카쓰아카쓰'(正勝吾勝)는 '바르게 이겼다. 내가 이겼다'는 의미이며, '카치하야히'(勝速日)는 '이기는 날에 승천하듯이 빠르다'는 의미로 서약의 승자 이름을 부르는 것이라고 생각된다. '오시호'(忍穂)는 많은 벼 이삭이라는 뜻으로, 벼 이삭의 신이라는 것을 나타낸다. 합기도의 개조 우에시바 모리헤이는 마사카쓰를 '적에 굴하지 않고 옳음을 행하여 이기는 것', 아카쓰를 '꾸준히 수행하여 자신을 이기는 것', 카치하야히를 '상대와 대치했을 때에 이미 이겨 있는 것"으로 해석하여 합기도의 이념을 나타내는 용어로 썼다.
벼 이삭의 신, 농업 신으로서 모셔지고 있으며, 토다 하치만 궁(마사루 닛신사, 시마네현 야스기시), 타로보 궁(시가현 히가시오미시), 히코산 신궁(후쿠오카현 다가와군 소에다정), 사사무타 신사(오이타현 오이타시), 코하타 신사(교토부 우지시), 니노미야 신사(효고현 고베시), 천인수별 신사(고치현 고난시)등에 모셔져 있다.

## 가계
- 모: 아마테라스
  - 1남: 아메노호아카리노미코토
  - 2남: 니니기

## 같이 보기
- 위원중국 평정